# Jednym tchem
Jednym tchem – czwarty album studyjny polskiego wokalisty popowego Andrzeja Piasecznego. Wydawnictwo ukazało się 19 września 2005 roku nakładem wytwórni muzycznej Sony BMG Music Entertainment Poland. Nagrania dotarły do 1. miejsca listy OLiS. 30 sierpnia 2006 roku płyta uzyskała status platynowej.
25 kwietnia 2006 roku album został wznowiony wraz z dołączoną drugą płytą CD zawierającą m.in. teledyski i nagrania koncertowe.

## Lista utworów
Opracowano na podstawie materiału źródłowego.
1. "Jednym tchem" (słowa: Andrzej Piaseczny, muzyka: Tomasz Banaś) - 4:17
2. "Z głębi duszy" (słowa: Andrzej Piaseczny, muzyka: Jeff Franzel, Jess Cates, Ty Kelly Lacy) - 3:29
3. "Imię słońca" (słowa: Andrzej Piaseczny, muzyka: Michał Grymuza) - 4:31
4. "O przebaczeniu" (słowa: Andrzej Piaseczny, muzyka: Zdzisław Zioło) - 4:11
5. "Tej nocy" (słowa: Andrzej Piaseczny, muzyka: Michał Grymuza) - 4:24
6. "Ziemi złoty wiek" (słowa: Andrzej Piaseczny, muzyka: Piotr Siejka) - 3:27
7. "Przychodzisz, odejdziesz" (słowa: Andrzej Piaseczny, muzyka: Tomasz Banaś) - 3:31
8. "Białoczarnym" (słowa: Andrzej Piaseczny, muzyka: Michał Grymuza) - 3:30
9. "Miłość pod księżycem" (słowa: Andrzej Piaseczny, muzyka: Zdzisław Zioło) - 3:38
10. "Kiedyś to tu" (słowa: Andrzej Piaseczny, muzyka: Michał Grymuza) - 4:15
11. "...i jeszcze" (słowa: Andrzej Piaseczny, muzyka: Seweryn Krajewski) - 3:21

| Bonus CD 2 |
| --- |
| 1. "...i jeszcze" (Pszona Mix) (słowa: Andrzej Piaseczny, muzyka: Seweryn Krajewski) - 3:07 2. "Jeszcze bliżej" (Live 2006) (słowa: Andrzej Piaseczny, muzyka: Tomasz Banaś) - 5:30 3. "Miłość pod księżycem" (Live 2006) (słowa: Andrzej Piaseczny, muzyka: Zdzisław Zioło) - 4:20 4. "Noc za ścianą" (Live 2006) (słowa: Andrzej Piaseczny, muzyka: Tomasz Banaś) - 3:30 5. "Zanim zrozumiesz" (Live 2006) (słowa: Anita Lipnicka, muzyka: Robert Janson) - 4:22 6. "Słowem" (Live 2006) (słowa: Andrzej Piaseczny) - 8:08 7. "Sopot Festival 2005" (video) - 8:08 8. "...i jeszcze" (video) (słowa: Andrzej Piaseczny, muzyka: Seweryn Krajewski) - 3:21 |